# 中國信託公益園區
中國信託公益園區，又稱中國信託公益棒球場，簡稱中信園區、園區棒球場，是臺灣的一座棒球場，位於屏東縣鹽埔鄉洛陽村，球場現為中信集團持有，為中信兄弟球隊的主要基地。在職棒賽季以外也常做為少棒比賽的場地。

## 簡介
園區面積9,191坪，歷時16個月建造，建有標準戶外棒球場、室內練習場、以及宿舍會所等建築物，自2017年起與屏東縣立棒球場成為中華職棒二軍的比賽場地，讓二軍的賽事規格更加提升。

## 基本資料
- 觀眾席數：200席
- 左外野：327英尺（100）
- 中外野：400英尺（120）
- 右外野：327英尺（100）
- 基地面積：9191坪

### 重要日期
- 2015年12月19日，中信園區啟用，舉行第二屆中信盃全國少棒賽。[3]
- 2016年1月16日，中信兄弟首次於中信園區舉行春訓。[8][9]

## 交通資訊
公路客運：（自洛陽站步行至園區約10至15分鐘。）
| 編號  | 路線             | 營運業者 | 下車站 | 備註                         |
| ----- | ---------------- | -------- | ------ | ---------------------------- |
| 8223  | 屏東轉運站－鹽埔 | 屏東客運 | 洛陽   | 經洛陽、高朗朗               |
| 8223A | 屏東轉運站－鹽埔 | 屏東客運 | 洛陽   | 經洛陽、高朗朗，延駛屏東中學 |
| 8223B | 屏東轉運站－鹽埔 | 屏東客運 | 洛陽   | 經洛陽、高朗朗，繞駛屏東女中 |
| 8225  | 屏東轉運站－鹽埔 | 屏東客運 | 洛陽   | 經洛陽、仕絨                 |

自行開車：國道三號九如交流道下，沿台三線往九如市區方向，左轉東寧路，續接洛寧路後即可抵達。

## 外部連結
- 中國信託公益園區在台灣棒球維基館上的頁面（繁體中文）
- 中國信託公益園區－中信兄弟官方網站 （页面存档备份，存于）